# Claude Hoin
Pour les articles homonymes, voir Hoin.
Claude-Jean-Baptiste Hoin, né le 25 juin 1750 à Dijon où il est mort le 16 juillet 1817, est un peintre, dessinateur et miniaturiste français.

## Biographie

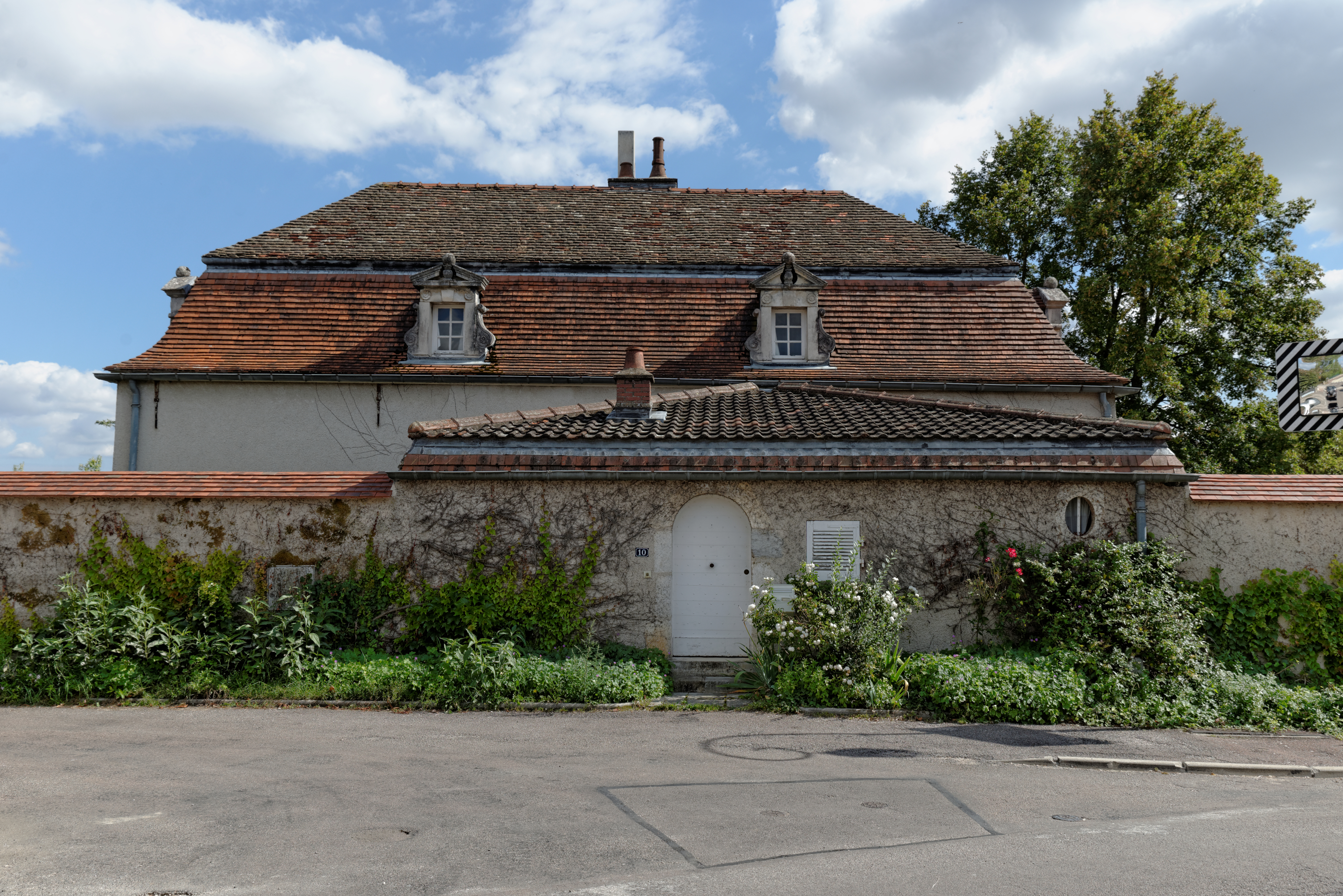
La maison de Claude Hoin à Messigny-et-Vantoux.

Issu d’une grande lignée de chirurgiens dijonnais, son père, Jean-Jacques-Louis Hoin, est lui-même chirurgien renommé et encyclopédiste. En 1768, Claude Hoin entre dans l'atelier de François Devosge à l'école de dessin de Dijon.
Sa plus ancienne œuvre connue est un dessin à la sépia représentant son père, daté de 1769. Recommandé à Jean-Baptiste Greuze, il compléta sa formation à Paris (où il avait de la famille) dans l’atelier de son compatriote bourguignon. Hoin cherchait alors à vivre de son art et, ne pouvant exposer aux Salons du Louvre réservés aux seuls membres de l’Académie royale. Il exposa en 1779, 1782 et 1783 au Salon de la correspondance, plus largement ouvert aux jeunes artistes.
Ses talents ne restèrent pas longtemps méconnus puisqu’il fut admis en 1778 à l’Académie de Toulouse puis à celles de Lyon et de Rouen. Vers 1778-1779, il fut professeur de dessin à l’École militaire.
C’est vraisemblablement à cette époque que l’artiste parcourait la campagne, à la place occupée par les actuels faubourgs de Paris, pour y chercher, selon sa propre expression, des « intentions de sites, », c’est-à-dire des études nécessaires à ses fonds de gouaches. Hoin se promenait ainsi à Belleville, Pantin, Romainville ou au Pré Saint-Gervais, mais également au bois de Boulogne, comme l’attestent certains dessins.
« J’ai repris mon ouvrage jusqu’à deux heures ; je suis allé dîner et de là me promener. Il faudrait, en ce moment, la plume de Gessner pour te rendre tous les détails de cette promenade. J’ai suivi la barrière du Temple jusqu’à Belleville ; de là, je me suis rendu au Pré Saint-Gervais. Je suis allé jusqu’à Pantin, d’où j’ai gagné le grand bois de Romainville […] », écrit-il à sa femme Amélie. Portalis note que ses paysages exécutés lors de ces promenades autour de Paris, semblent vus « comme dans un léger brouillard ».
En 1785, Claude Hoin est nommé peintre de Monsieur frère du roi, le comte de Provence, futur Louis XVIII. Malgré cette fonction, il traverse sans ombrage la Révolution. Privé de sa clientèle parisienne, il retourne en 1802 dans sa ville natale et est nommé professeur de dessin au lycée en 1804 puis conservateur du musée des beaux-arts de Dijon en 1811. Il exerçait toujours cette double fonction à sa mort en 1817.
Claude Hoin possédait une maison à Messigny-et-Vantoux, aujourd'hui classée monument historique.
Il était franc-maçon, comme l’indique sa signature suivie de trois points dans plusieurs de ses œuvres[Information douteuse][réf. nécessaire].

## Œuvres dans les collections publiques

### En France
- Musée des beaux-arts de Dijon, Dijon :
  - Portrait d'homme (copie d'après Van Oost), v. 1780, pastel sur carton, 55 x 45,5 cm;
  - Portrait de M. Anthony, 1803, pastel sur papier, 39,5 × 31,5 cm;
  - Portrait de Mme Anthony, 1803, pastel sur papier, 39,5 × 31,5 cm;
  - Portrait de l'orfèvre J.B Brunot, 1806, pastel sur papier, 60 × 40 cm;
  - Portrait de François-Jacques Hoin, huile sur toile, 55,3 × 57 cm;
  - Effet d'automne dans un parc, gouache sur papier, 51,5 × 36,5 cm;
  - Portrait du pasteur Eleazar Swalmius, d'après Rembrandt, pastel sur carton, 56 × 46 cm.
- Gray (Haute-Saône), musée Baron-Martin :
  - Portrait de femme, pierre noire, craie et sanguine, 31,6 x 24 cm ;
  - Tête d'étude (Attribué à Hoin), pierre noire craie et sanguine, 31 x 22 cm.

### A l'étranger
- Portrait présumé de Rosalie Duthé (1748-1830), pastel sur papier, Boston, musée des beaux-arts ;
- Deux carnets de dessins sur papier bleu représentant des paysages attribués à Hoin par Pierre Quarré, ancien conservateur au musée des beaux-arts de Dijon, New York, Pierpont Morgan Library ;
- Autoportrait, vers 1780, pastel sur papier, Washington, National Gallery of Art.

Œuvres de Claude Hoin
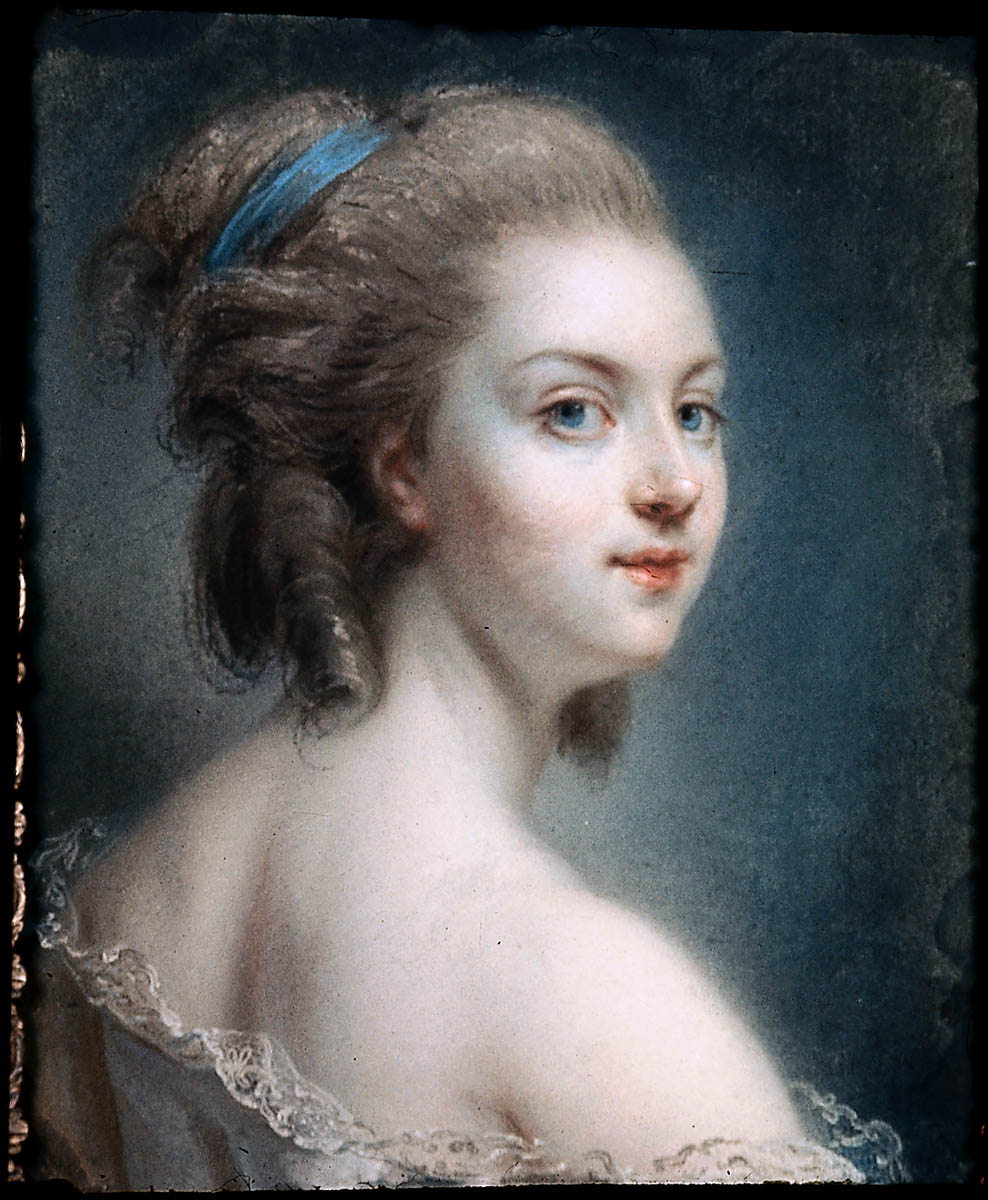
Portrait présumé de Rosalie Duthé (1748-1830), musée des beaux-arts de Boston.
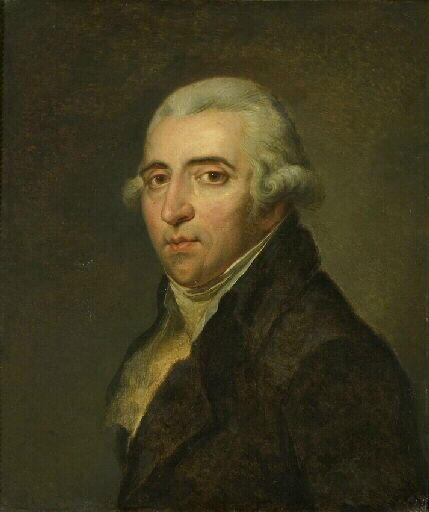
Portrait de François-Jacques Hoin, musée des beaux-arts de Dijon.